# Су (денежная единица)
Су (фр. sou, вьет. xu):

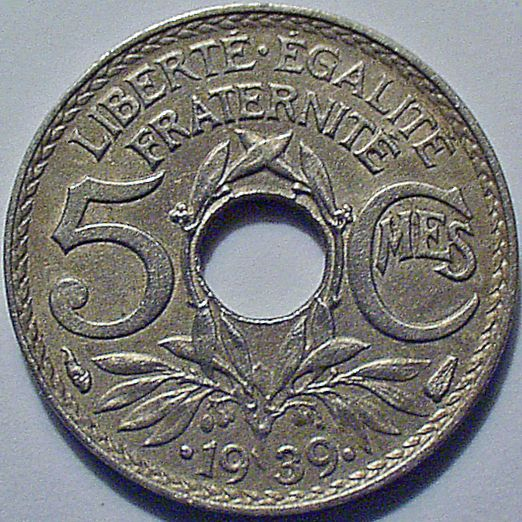
5 сантимов (су), Франция, 1939 год

- вариант названия французской монеты соль, равной 12 денье, позже 5 сантимам;
- вьетнамская разменная денежная единица, равная 1⁄100 вьетнамского донга (с 1947 года) и южновьетнамского донга (в 1955—1978 годах);
- бывшая денежная единица Нижней Канады (1/2 пенни) и современный разговорный термин для 1 канадского цента (используется в Квебеке).

## Франция
Денежная единица и монета Французского Королевства во второй половине XIII—XVIII веков. Поначалу су чеканились из серебра, впоследствии из биллона и меди. Составляла 1/20 ливра (фунта), или 12 денье. В связи с переходом Франции на десятичную денежную систему в 1795 году была заменена на монету в 5 сантимов, равную 1/20 франка (ливр прекратил своё существование в 1799 году). Впрочем, до самого перехода Франции на евро в народе 5 сантимов нередко называли «су».
Сегодня слово «су» во Франции также употребляется в значении «мелочь».

## Канада
После того, как Французская Канада перешла под контроль британской администрации, термин «су» использовался на банковских токенах Нижней Канады 1-й половины 19 века (см. канадский фунт) как единица, равная 1/2 пенни.
На некоторых ранних токенах номинал «су» ошибочно пишется как sous (во множественном числе). На поздних токенах эта ошибка исправлена (номинал пишется как sou).
В настоящее время в квебекском диалекте французского языка термин «су» используется как эквивалент канадского цента (поскольку слово cent по-французски обозначает «сто», что может привести к недопониманию).

## Вьетнам
Первые монеты в су, выпущенные Демократической Республикой Вьетнам, датированы 1945 годом. Затем монеты в су выпускались: Демократической Республикой Вьетнам — в 1958 году, Республикой Вьетнам — в 1960 и 1963 годах, Республикой Южный Вьетнам — в 1975 году.

## В культуре
Упоминается во многих литературных произведениях, в том числе — в циклах романов А. Дюма о мушкетерах, в романе Виктора Гюго «Отверженные», «37 су господина Монтодуана» Э. М. Лабиша. В период нахождения в обороте и ещё некоторое время упоминалась в устойчивых выражениях, например «Ни единого су…», «Потратил всё до последнего су…».
Сегодня монета является нумизматической редкостью.

## Галерея

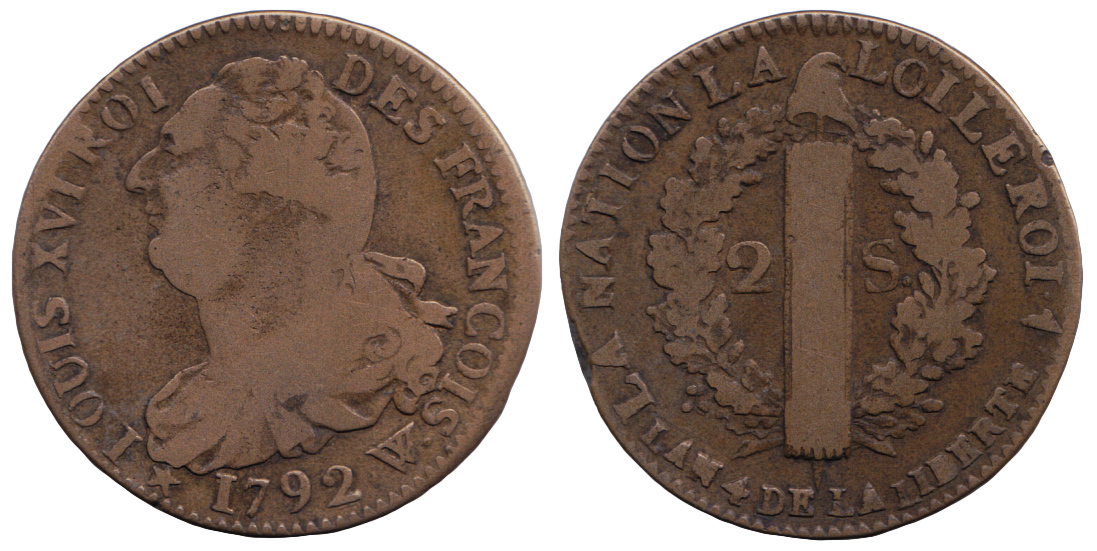
2 су 1792 года, Франция, Людовик XVI. Бронза.
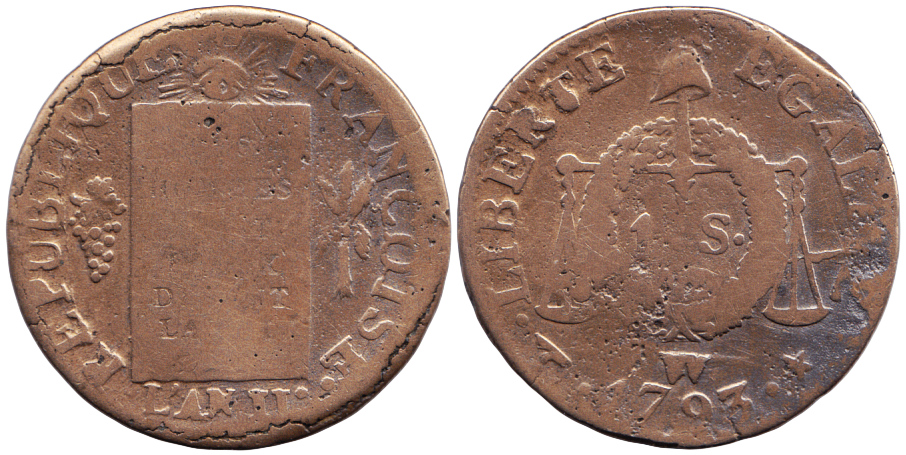
1 су 1793 года. Франция, Первая республика, Национальный конвент. Бронза.
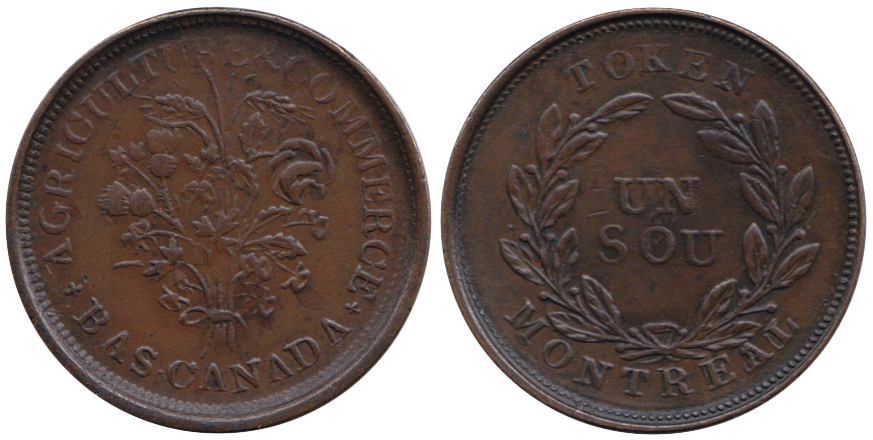
Токен номиналом 1 су, 1635-1838 года, провинция Нижняя Канада. Медь. Тип "Букетный су".
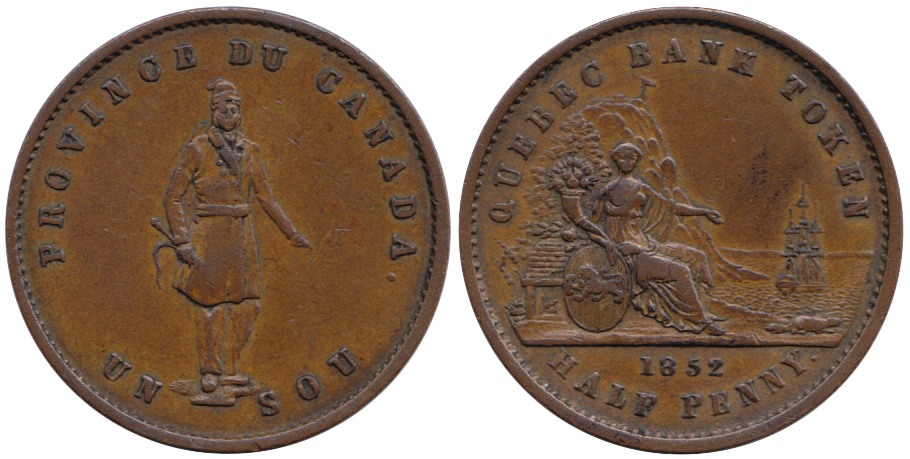
Токен 1852 года. Провинция Канада, банк Квебека. Медь. На аверсе номинал указан в су, на реверсе в пенни.